# Proceso geográfico
Se denomina proceso geográfico a cualquier fenómeno evolutivo que ocurre sobre la superficie terrestre y que trae consigo una o varias modificaciones de los patrones geográficos presentes en un espacio dado. Los patrones geográficos son distribuciones de fenómenos geográficos sobre la superficie terrestre en un momento dado. Lo mismo que sucede con las dos ramas principales de la geografía, los procesos geográficos pueden ser físicos y humanos.

## Procesos que intervienen en la Geografía física
Todos los procesos físicos que intervienen modificando la superficie terrestre son procesos geográficos, como sucede con los procesos climáticos y meteorológicos, geomorfológicos (por ejemplo, el modelado terrestre o la erosión), hidrográficos (como los procesos involucrados en la dinámica fluvial o en las inundaciones), edafológicos y otros.

## Procesos que intervienen en la Geografía humana
- Crecimiento de la población
- Migraciones
- Envejecimiento de la población
- Kalakilish

- Datos: Q6087229